# Grégoire Balland
Pour les articles homonymes, voir Balland.
Grégoire Balland, né le 15 novembre 1967 à Saint-Dié-des-Vosges,, est un coureur cycliste français.

## Biographie
Grégoire Balland est originaire de Saint-Dié-des-Vosges, une commune située en Lorraine. Il prend sa première licence cycliste en 1985 au sein de la JEC Déodatienne. Il s'inscrit ensuite au VS Arnould en 1990, et remporte le Tour de la Haute-Marne. 
Lors de la saison 1991, il participe au Circuit de la Sarthe avec l'équipe de France amateurs. Il s'impose également sur la course Colmar-Strasbourg ainsi qu'au Grand Prix de Saint-Étienne Loire. Dans le même temps, il effectue son service militaire au Bataillon de Joinville. Quatre ans plus tard, il triomphe une nouvelle fois sur le Tour de la Haute-Marne. 
En 1995, il intègre l'ASPTT Metz. Sous les couleurs du comité de Lorraine, il se distingue en remportant le Circuit des Mines, ouvert pour la première fois aux cyclistes professionnels. En 1996, il gagne le Tour de Moselle. Malgré ses performances, il ne passe pas professionnel et devient professeur de sport en 1998, dans un collège de Saint-Dié-des-Vosges. Il continue toutefois la compétition en étant recruté par le SC Sarreguemines. 
En 2001, il revient à la JEC Déodatienne, son club formateur. Il est notamment champion du monde masters en 2008, dans la catégorie des 40-44 ans. En 2012, il décroche un nouveau titre mondial dans sa tranche d'âge. Après une dernière saison décevante, il décide finalement de mettre à un terme à sa carrière cycliste en 2015, avec 206 victoires à son actif. 

## Palmarès
| - 1990 - Tour de la Haute-Marne - 1991 - Colmar-Strasbourg - Grand Prix de Saint-Étienne Loire - Grand Prix de Haguenau - 1993 - Champion de Lorraine sur route - 1994 - Champion de Lorraine sur route - Tour de la Haute-Marne - 2e de Colmar-Strasbourg - 1995 - Circuit des Mines : - Classement général - 7e étape (contre-la-montre) - 3e étape du Tour de Moselle - 2e du championnat de Lorraine sur route - 3e du Tour de Moselle - 3e du Duo normand (avec Jean-Louis Harel) - 1996 - Tour de Moselle : - Classement général - 4e étape - 3e du Trio normand | - 1999 - 3e du championnat de Lorraine sur route - 2000 - 3e étape du Tour de Moselle - 2002 - Grand Prix de Haguenau - 2003 - Grand Prix du Val de Villé - 2004 - Grand Prix du Val de Villé - 2005 - Grand Prix du Val de Villé - 2e du championnat de Lorraine sur route - 2006 - Grand Prix d'Igney - 2e du championnat de Lorraine sur route - 2008 - Champion du monde sur route masters (40-44 ans) - 3e du championnat de Lorraine sur route - 2011 - Grand Prix de Haguenau |  |